# کلید محافظ جان زمین نشتی
کلید محافظ جان زمین نشتی (انگلیسی: Earth leakage circuit breaker) دستگاه الکتریکی محافظ جان است و جهت جلوگیری از وارد آمدن شوک الکتریکی دارای امپدانس زمین بالا است. این دستگاه جربان های کوچک نشتی بین هادی ولتاژ دار ( سیم فاز ) و زمین را تشخیص داده و آن را قطع می‌کند. مقدار جریان تنظیمی برای قطع ولتاژ مدار 25 میلی آمپر که حداکثر عبور جریان بی خطر از بدن انسان می باشد تنظیم شده است .